# Nepean—Carleton (circonscription provinciale)
Circonscription électorale provinciale du Canada
Nepean—Carleton  est une ancienne circonscription provinciale de l'Ontario représentée à l'Assemblée législative de l'Ontario de 1999 à 2018.

## Géographie
La circonscription apparue en 1999 a été à partir des circonscriptions de Nepean (62%), Carleton (43%) et Ottawa–Rideau (11%) avec pour objectif de correspondre à la circonscription homonyme fédérale. Pour les élections de 2018, la circonscription est dissoute parmi Nepean, Carleton, Orléans et Kanata—Carleton.

## Historique
| Législature                                                                 | Années    | Député       | Député     | Parti                     |
| --------------------------------------------------------------------------- | --------- | ------------ | ---------- | ------------------------- |
| Nepean—Carleton                                                             |           |              |            |                           |
| Circonscription issue de Nepean, Carleton et Ottawa–Rideau                  |           |              |            |                           |
| 37e                                                                         | 1999-2003 |              | John Baird | Progressiste-conservateur |
| 38e                                                                         | 2003-2005 |              | John Baird | Progressiste-conservateur |
| 38e                                                                         | 2006-2007 | Lisa MacLeod |            | Progressiste-conservateur |
| 39e                                                                         | 2007-2011 | Lisa MacLeod |            | Progressiste-conservateur |
| 40e                                                                         | 2011-2014 | Lisa MacLeod |            | Progressiste-conservateur |
| 41e                                                                         | 2014-2018 | Lisa MacLeod |            | Progressiste-conservateur |
| Circonscription dissoute parmi Nepean, Carleton, Orléans et Kanata—Carleton |           |              |            |                           |

## Circonscription fédérale
Depuis les élections provinciales ontariennes du 4 octobre 2007, l'ensemble des circonscriptions provinciales et des circonscriptions fédérales sont identiques.